# Bajraklimoskén
Bajraklimoskén (serbiska: Бајракли џамија/Bajrakli džamija) är en sunnimuslimsk moské belägen i Belgrad, Serbien. Under tiden då det Osmanska riket styrde Belgrad fanns runt 80 moskéer i staden. Idag är Bajraklimoskén den enda kvarvarande. Moskén byggdes runt 1575. "Bayrakli" betyder "med flagga" på turkiska.
Då Österrike styrde Belgrad 1717-1739 fungerade moskén som en romersk-katolsk kyrka. De flesta moskéerna förstördes under samma period. Moskén renoverades 1741 av Husein-beg och togs igen i bruk som moské.
Den 18 mars 2004 sattes moskén i brand i samband med oroligheterna i Kosovo där flera medeltida serbisk-ortodoxa kyrkor förstördes. Moskén har sedan dess reparerats.
Bajraklimoskén ligger i området Dorćol, på adressen Gospodar Jevremova 11.

## Bilder

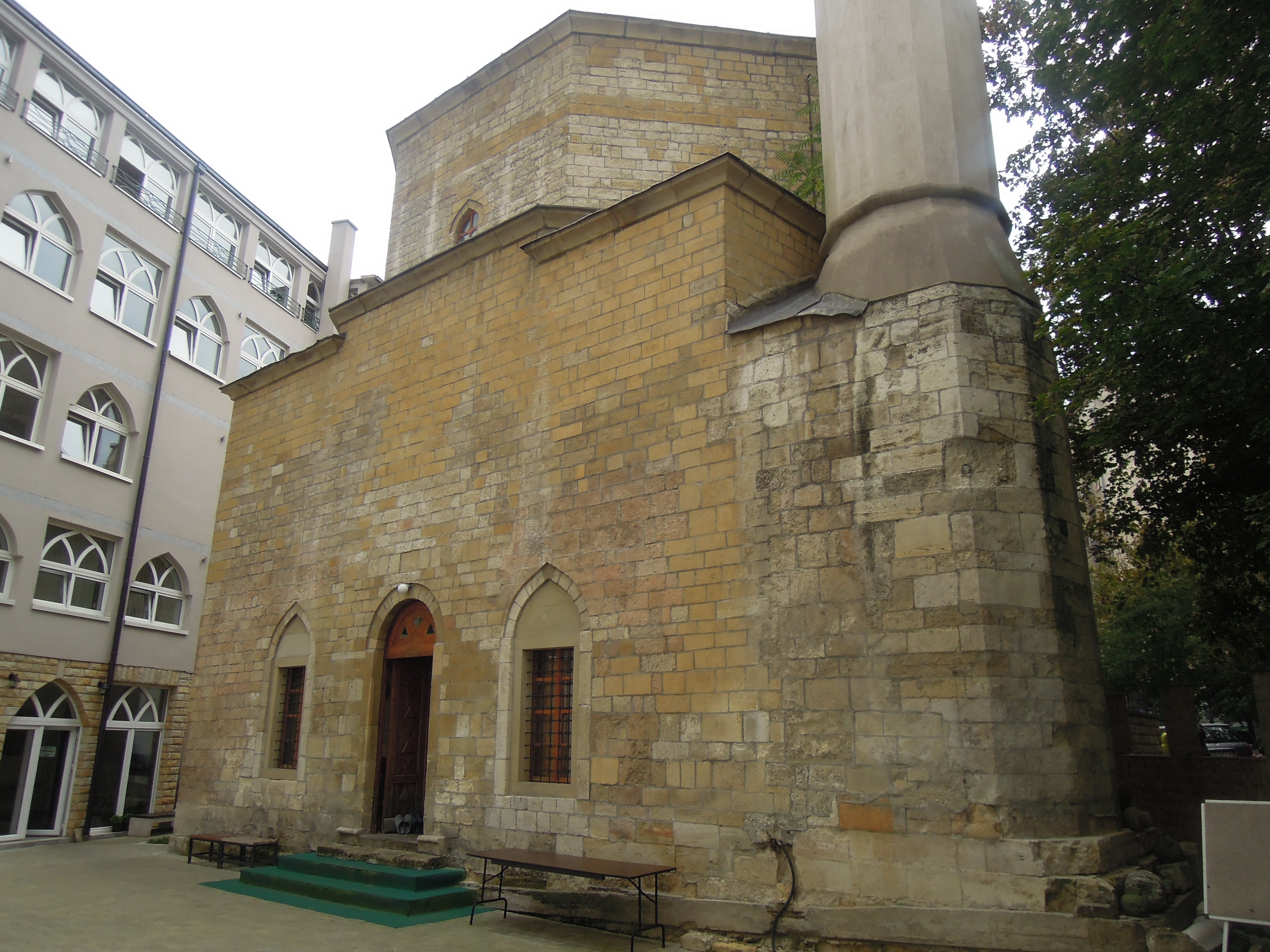
Ingången.